# Growing Up Female
Growing Up Female is een Amerikaanse documentaire uit 1971 geregisseerd door Jim Klein en Julia Reichert en gaat over de positie van vrouwen in de maatschappij. De film werd in 2011 toegevoegd aan de National Film Registry.